# Joel Benjamin
Joel Benjamin (New York, 11 marzo 1964) è uno scacchista statunitense.
Nel 1977 diventò all'età di 13 anni il più giovane Maestro di sempre della U.S. Chess Federation, superando il record precedente di Bobby Fischer. In seguito il record è stato battuto da Stuart Rachels e attualmente (2014) è detenuto da Awonder Liang.
Ha vinto diversi tornei giovanili americani, tra cui il National Elementary Championship nel 1976, il  U.S. Junior Championship nel 1980 e il National High School Championship del 1980-81 e del 1981-82.
Tre volte vincitore del campionato USA: nel 1987 (alla pari con Nick De Firmian), nel 1997 e nel 2000.
Benjamin ha partecipato con la nazionale USA a sei olimpiadi dal 1988 al 2002, vincendo un argento di squadra nel 1990 alle olimpiadi di Novi Sad e un bronzo di squadra nel 1996 alle olimpiadi di Erevan.
Altri risultati:
- 1982 :  pari 3º nel campionato del mondo juniores U20;
- 1983 :  vince un match contro Nigel Short  (+4 =3 –0);
- 1984 :  pari 2º-3º nel torneo di Hastings 1984-85;
- 1985 :  vince il Campionato statunitense open;
- 1986 :  ottiene il titolo FIDE di Grande maestro;
- 1988 :  vince il forte torneo open di Saint John in Canada;
- 1999 :  vince il Queen Victoria Birthday Chess Festival di Sydney;
- 2000 :  vince il campionato canadese open;
- 2011 :  pari 1º-3º con Dejan Bojkov e Walter Arencibia nel campionato canadese open.

Nel 1997 Benjamin fu scelto dalla IBM come consulente principale per la sfida tra il campione del mondo Garri Kasparov e il computer Deep Blue, vinta dal computer. Ha scritto alcuni libri di scacchi, tra cui:
- Unorthodox Openings (con Eric Schiller), Batsford, 1987
- American Grandmaster: Four Decades of Chess Adventures, 2011